# Blair Witch 2 : Le Livre des ombres
Série Blair Witch
Le Projet Blair Witch
(1999) Blair Witch
(2016)
Pour plus de détails, voir Fiche technique et Distribution.
Blair Witch 2 : Le Livre des ombres ou Le Projet Blair 2 : Le livre des ténèbres au Québec (Book of Shadows: Blair Witch 2) est un film américain réalisé par Joe Berlinger, sorti en 2000.

## Synopsis
Un jeune homme décide d'exploiter le filon du premier film en organisant des excursions sur les lieux du tournage du Projet Blair Witch. Prennent part à cette visite nocturne une jeune fille gothique, une adepte de la Wicca ainsi qu'un couple d'étudiants en histoire.
Toute l'intrigue du film repose sur la perte de conscience collective des visiteurs à la suite de leur première nuit très arrosée.

## Fiche technique
Sauf indication contraire, les informations mentionnées dans cette section peuvent être confirmées par la base de données cinématographiques IMDb,  présente dans la section « Liens externes ».
- Titre original : Book of Shadows: Blair Witch 2
- Titre français: Blair Witch 2 : Le Livre des ombres
- Titre québécois : Le Projet Blair 2 : Le livre des ténèbres
- Réalisation : Joe Berlinger
- Scénario : Dick Beebe et Joe Berlinger
- Décors : Vincent Peranio
- Costumes : Melissa Toth
- Photographie : Nancy Schreiber
- Montage : Sarah Flack
- Musique : Carter Burwell
- Production : Bill Carraro, Kevin J. Foxe, Daniel Myrick et Eduardo Sánchez
- Sociétés de production : Artisan Entertainment et Haxan Films
- Budget : 15 millions de dollars américains
- Pays d'origine :  États-Unis
- Langue originale : anglais, allemand
- Format : couleur - 35 mm - 1,85:1 - son DTS / Dolby Digital / SDDS
- Genre : horreur, thriller
- Durée : 90 minutes
- Dates de sortie[1] :
  - États-Unis : 27 octobre 2000
  - Belgique : 1er novembre 2000
  - France : 8 novembre 2000
  - Suisse romande : 15 novembre 2000
  - Norvège : 27 octobre 2000 (Festival international du film de Bergen)
  - Finlande : 28 octobre 2000 (Night Visions Film Festival), 1er novembre 2002 (Iik!! Horror Film Festival)
- Film interdit aux moins de 12 ans lors de sa sortie en France.

## Distribution
- Kim Director (VF : Sophie Riffont ; VQ : Nadia Paradis) : Kim Director (Kim Diamond en VQ et VO)
- Jeffrey Donovan (VF : Jérôme Berthoud ; VQ : François Godin) : Jeffrey Donovan (Jeffrey Patterson en VQ et VO)
- Erica Leerhsen (VF : Laëtitia Godès ; VQ : Rafaëlle Leiris) : Erica Leerhsen (Erica Geerson en VQ et VO)
- Tristine Skyler (VQ : Viviane Pacal) : Tristen Skyler (Tristen Ryler en VQ et VO)
- Stephen Barker Turner (VF : Boris Rehlinger ; VQ : Jacques Lavallée) : Stephen Barker Turner (Stephen Ryan Parker en VQ et VO)
- Lanny Flaherty (VQ : Hubert Gagnon) : le shérif Cravens
- Lauren Hulsey : Ellen Treacle
- Raynor Scheine : Rustin Parr
- Kennen Sisco : Peggy

Version française réalisée par Alter Ego ; direction artistique : François Dunoyer ; adaptation des dialogues : Jacqueline Cohen
Version québécoise réalisée par Cinélume ; direction artistique : Huguette Gervais ; adaptation des dialogues : Bérengère Rouard et Thibaud de Courrèges
 Source et légende : version québécoise (VQ) sur Doublage.qc.ca

## Production

### Tournage
Le tournage a débuté le 13 mars 2000 et s'est déroulé à Baltimore, dans le Maryland.

## Bande originale
- Disposable Teens, interprété par Marilyn Manson
- Lie Down, interprété par P.O.D.
- Feel Good Hit of the Summer, interprété par Queens of the Stone Age
- The Reckoning, interprété par Godhead
- Haunted, interprété par Poe
- Arcarsenal, interprété par At the Drive-In
- PS, interprété par Project 86
- I'm A Doggy, interprété par Marvin Pontiac
- Streamlined, interprété par Sunshine
- Old Enough, interprété par Nickelback
- Mind, interprété par System of a Down
- All or Nothing, interprété par Julie Reeves
- Feel Alive, interprété par U.P.O.
- Goodbye Lament, interprété par Tony Iommi et Dave Grohl
- Human, interprété par Elastica
- Dragula, interprété par Rob Zombie
- Soul Auctioneer, interprété par Death in Vegas
- Dirge, interprété par Death in Vegas
- The Lord Is My Shepherd, interprété par Diamanda Galàs
- Forest Ranger, interprété par Plexi

## Critiques
Le film a reçu des critiques négatives. Il obtient la note de 13 % de critiques positives sur Rotten Tomatoes et 1,2/5 sur AlloCiné, ce qui le classe 29e dans la liste des pires films de tous les temps, en raison du manque d'imagination dans le scénario et du fait que cette suite n'a aucun rapport avec le premier opus.

## Distinctions
Entre 2000 et 2001, Blair Witch 2 : Le Livre des ombres a été sélectionné 16 fois dans diverses catégories et a remporté 5 récompenses.

### Récompenses
- The Stinkers Bad Movie Awards 2000 :
  - Prix Stinker du pire remake ou suite,
  - Prix Stinker du remake ou de la suite que personne ne réclamait.
- Golden Trailer Awards 2001 : Golden Trailer de la bande-annonce la plus originale décerné à Aspect Ratio pour le teaser.
- Prix Fangoria Chainsaw 2001 : Prix Chainsaw du pire film.
- Prix Razzie 2001 : Prix Razzie du pire remake ou suite.

### Nominations
- The Stinkers Bad Movie Awards 2000 :
  - Pire film,
  - Film le plus drôle involontairement,
  - Partition musicale la plus intrusive pour Carter Burwell,
  - Pire sens de l'orientation (arrêtez-les avant qu'ils ne dirigent à nouveau!) pour Joe Berlinger.
- Prix du jeune public : meilleur film Horreur / Thriller.
- Prix Fangoria Chainsaw 2001 : meilleure actrice dans un second rôle pour Erica Leerhsen.
- Prix mondiaux de la bande originale 2001 : compositeur de la bande originale de l'année pour Carter Burwell.
- Prix Razzie 2001 :
  - Pire film pour Artisan,
  - Pire couple à l'écran (deux acteurs du film),
  - Pire réalisateur pour Joe Berlinger,
  - Pire scénario pour Daniel Myrick, Eduardo Sánchez, Joe Berlinger et Dick Beebe.